# Stephanie Kelton
Stephanie Bell Kelton (10 ottobre 1969) è un'economista statunitense, tra i principali autori della Teoria della Moneta Moderna, economista capo presso la commissione bilancio del Senato degli Stati Uniti e consigliere di Sanders e Biden.

## Biografia
Stephanie Kelton è professoressa associata presso l'Università del Missouri-Kansas City ed è ricercatrice sia presso il Centro per la Piena Occupazione e la Stabilità dei Prezzi nella stessa università, sia presso il Levy Economics Institute di New York.
Dopo la laurea in Economia presso l'Università di Sacramento, ha conseguito un master in Economia presso l'Università di Cambridge. In qualità di esperta di finanza pubblica e internazionale, ha fatto parte della commissione riunita nel 2011 dal senatore Bernie Sanders per la riforma della Federal Reserve, insieme ad altri economisti tra cui Randall Wray e il premio Nobel Joseph Stiglitz.
Ha pubblicato articoli in varie riviste di economia tra cui il Cambridge Journal of Economics. È autrice del libro: “The State, the Market and the Euro: metallism versus chartalism in the theory of money”. Nel 2012 ha partecipato al primo summit italiano sulla Teoria della Moneta Moderna. Gestisce il sito di divulgazione economica 'New economic perspectives'.
Nel 2020 ha pubblicato il saggio Il mito del deficit, in cui ha sostenuto che per uno Stato a moneta sovrana la generalizzata focalizzazione politica sulla necessità di conseguire a tutti i costi il pareggio di bilancio o la presenza di eccessive preoccupazioni per il disavanzo pubblico di per sé sono problemi secondari rispetto all'obiettivo principale, che la Kelton individua nella piena occupazione. Nel medesimo anno la Kelton è stata consulente del candidato democratico alla nomination presidenziale Bernie Sanders, che aveva già affiancato nel 2016 e, dopo la sua vittoria nella competizione delle primarie del partito, ha poi affiancato Joe Biden nella stesura del programma economico dell'ex vicepresidente di Barack Obama, risultato vincitore alle elezioni del 3 novembre contro il capo di Stato uscente Donald Trump.

## Opere
- Il mito del deficit, Roma, Fazi editore, 2020  ISBN 978 8893258470